# ONE LIFE (氷室京介の曲)
「ONE LIFE」（ワン・ライフ）は、2014年7月16日に発売された氷室京介の30枚目のシングル。発売元はワーナーミュージック・ジャパン。

## 概要
- 前作「NORTH OF EDEN」から1年2ヶ月ぶりのリリースとなるシングル。

- 発売形態は、通常盤（WPCL-11958）と横浜スタジアムメモリアル限定盤（WPCL-11957）の2形態で、横浜スタジアムメモリアル限定盤には2014年6月3日と6月4日に行われた『25th Anniversary TOUR GREATEST ANTHOLOGY -NAKED-』東京国際フォーラム公演のライブ音源2曲が収録された[1]。

## 収録曲
1. ONE LIFE (5:05)
  - 作詞：GK、松井五郎 / 作曲：氷室京介 / 編曲：Yukihide "YT" Takiyama、 Jun Inoue aka Silky Voice

フォルクスワーゲン「ゴルフ ヴァリアント」CMソング
2. 眠りこむ前に (5:59)
  - 作詞・作曲：KNiFe / 編曲：ha-j

### 横浜スタジアムメモリアル限定盤のみ
1. 魂を抱いてくれ at TOKYO INTERNATIONAL FORUM
2. NORTH OF EDEN at TOKYO INTERNATIONAL FORUM

## ライブ映像作品
ONE LIFE
- KYOSUKE HIMURO 25th Anniversary TOUR GREATEST ANTHOLOGY -NAKED-FINAL DESTINATION DAY-01
- KYOSUKE HIMURO 25th Anniversary TOUR GREATEST ANTHOLOGY -NAKED-FINAL DESTINATION DAY-02

眠りこむ前に
- KYOSUKE HIMURO 25th Anniversary TOUR GREATEST ANTHOLOGY -NAKED-FINAL DESTINATION DAY-01
- KYOSUKE HIMURO 25th Anniversary TOUR GREATEST ANTHOLOGY -NAKED-FINAL DESTINATION DAY-02